# Acrocercops xystrota
Acrocercops xystrota là một loài bướm đêm thuộc họ Gracillariidae. Nó được tìm thấy ở Guyana.